# Municipio de Medkóvets
El municipio de Medkóvets (búlgaro: Община Медковец) es un municipio búlgaro perteneciente a la provincia de Montana.
En 2011 tiene 3921 habitantes, el 83,19% búlgaros y el 16,19% gitanos. La mitad de la población vive en la capital municipal Medkóvets.
Se ubica en un área rural del centro-norte de la provincia. Por el este de su término municipal pasa la carretera 81, que une Montana con Lom.

## Pueblos
| Pueblo     | Cirílico   | Población (diciembre de 2009) |
| ---------- | ---------- | ----------------------------- |
| Medkóvets  | Медковец   | 1850                          |
| Asparuhovo | Аспарухово | 556                           |
| Pishurka   | Пишурка    | 124                           |
| Rasovo     | Расово     | 1297                          |
| Slivovik   | Сливовик   | 483                           |
| Total      |            | 4310                          |